# Thera djakonovi
Thera djakonovi är en fjärilsart som beskrevs av Kurentzov 1950. Thera djakonovi ingår i släktet Thera och familjen mätare. Inga underarter finns listade i Catalogue of Life.